# Georg Friedrich von Jäger

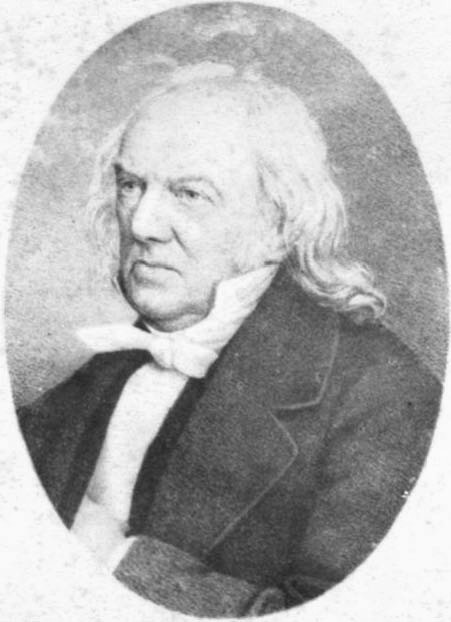
Georg Friedrich von Jäger

Georg Friedrich Jäger, ab 1850 von Jäger, (auch Jaeger; * 25. Dezember 1785 in Stuttgart; † 10. September 1866 ebenda) war ein deutscher Arzt und Paläontologe.

## Leben
Jäger war der Sohn des Medizinprofessors Christian Friedrich von Jäger, der nebenbei auch naturwissenschaftliche Studien betrieb. Der Naturforscher und Arzt (Obermedizinalrat) Carl Christoph Friedrich von Jäger (1773–1828) und der Tübinger Stiftsephorus und Philosophieprofessor Gottlieb Friedrich Jäger waren seine älteren Brüder. Georg Friedrich Jäger studierte an der Universität Tübingen Medizin und wurde dort 1808 mit einer Arbeit Über den Effekt des weißen Arsens in verschiedenen Organismen promoviert. Nach einer Studienreise 1809 nach Göttingen, durch Frankreich und die Schweiz, wobei er auch Cuvier, der schon mit seinem Vater in Kontakt stand, in Paris besuchte und dort Studien betrieb, war er Arzt in seiner Heimatstadt Stuttgart, ab 1841 als Obermedizinalrat. 1822 wurde er Professor für Chemie und Naturwissenschaften am Oberen Gymnasium in Stuttgart. Zusätzlich war er Direktor (Aufseher) des Königlichen Naturalienkabinetts von 1817 bis 1856, ein Posten den zuvor sein Bruder und sein Vater innehatten. 1846 trat er von seinem Posten als Gymnasialprofessor wegen zunehmender Schwerhörigkeit zurück und in den folgenden Jahren schränkte er auch seine gut gehende Arztpraxis zunehmend ein und gab 1856 seine Direktorenstelle im Naturalienkabinett auf.
Er beschrieb 1824 den Erstfund des Ichthyosauriers, den der Göppinger Arzt Christian Albert Mohr (1709–1789) im Jahr 1749 in Bad Boll gemacht hatte. 1827 veröffentlichte er eine Beschreibung der gut erhaltenen Pflanzen-Fossilien aus dem Schilfsandstein bei Stuttgart. Weitere Arbeiten betrafen Missbildungen von Pflanzen (die Arbeit verschaffte ihm bei Johann Wolfgang von Goethe Anerkennung), fossile Säuger und Schildkröten.
Er war Mitglied zahlreicher wissenschaftlicher Gesellschaften, unter anderem der Leopoldina (seit 1824), der Academie Royale de Medicine in Paris und der Bayerischen Akademie der Wissenschaften, und er korrespondierte mit zahlreichen europäischen Wissenschaftlern.
Georg Friedrich Jäger war in erster Ehe mit Charlotte Auguste (1793–1818), geborene Hoffmann, verheiratet. Der spätere Mediziner und Stadtarzt in Stuttgart Hermann Friedrich Jäger war der Sohn des Ehepaars. Georg Friedrich von Jäger war der Schwager von Gustav Schwab, mit dessen Schwester Charlotte (1794–1874) er seit 1819 in zweiter Ehe verheiratet war. Seit Studientagen war er mit den Dichtern Justinus Kerner und Ludwig Uhland befreundet. Jägers Großvater Georg Friedrich Jäger (1714–1787) war ein angeheirateter Großonkel Friedrich Hölderlins sowie dessen Arzt in Nürtingen und Klosterarzt in Denkendorf (Württemberg), Jägers Vater ein Stiefvetter von Hölderlins Mutter, Johanna Christiana Gok verwitweter Hölderlin, geb. Heyn, er selbst ein Stiefvetter zweiten Grades des Dichters.

## Ehrungen und Auszeichnungen
1835 zeichnete die Stadt Stuttgart ihn mit der Ehrenbürgerwürde aus.
1850 erhielt er das Ritterkreuz des Ordens der Württembergischen Krone. Nach ihm ist die Pflanzengattung Jaegeria Kunth aus der Familie der Korbblütler (Asteraceae) benannt.

## Schriften
- Anleitung zur Gebirgskunde. 1811.
- Ueber die Missbildungen der Gewächse: Ein Beytrag zur Geschichte und Theorie der Missentwicklungen organischer Körper,  Stuttgart 1814.
- Über die Pflanzenversteinerungen welche in dem Bausandstein von Stuttgart vorkommen. Verlag der Metzler´schen Buchhandlung, Stuttgart 1827.
- Die fossile Reptilien, welche in Würtemberg aufgefunden worden sind. Verlag der Metzler´schen Buchhandlung, Stuttgart 1828.
- Über die fossilen Säugethiere, welche in Württemberg in verschiedenen Formationen aufgefunden worden sind, nebst geognostischen Bemerkungen über diese Formationen. 1835. (3. Auflage. 1850)